# Rue Verdillon
La rue Verdillon est une voie marseillaise située dans le 10e arrondissement de Marseille. 

## Situation et accès
Elle va du boulevard Romain-Rolland à la rue Pierre-Doize.
Elle se situe dans le quartier de Saint-Tronc et longe de nombreux lotissements ainsi que la résidence des Marronniers sur une légère montée. Depuis 2020, elle croise les bretelles du Boulevard Urbain Sud.

## Origine du nom
La rue doit son nom à Barthélémy Verdillon (1782-1851), homme politique français.

## Bâtiments remarquables et lieux de mémoire
- Au numéro 74 se trouve le lycée Jean-Perrin.